# Oerlinghausen (kommun)
Oerlinghausen (lågtyska: Ankhiusen) är en stad i Kreis Lippe i det tyska förbundslandet Nordrhein-Westfalen. Oerlinghausen, som är beläget norr om Teutoburgerskogen, består av tre Ortsteile: Oerlinghausen, Helpup och Lipperreihe.